# تپه سر چغا
تپه سر چغا مربوط به عصر مس و سنگ - دوره اشکانیان است و در شهرستان دالاهو، بخش مرکزی، دهستان حومه کرند، ضلع شرقی روستای سرچغا واقع شده و این اثر در تاریخ ۶ اسفند ۱۳۸۵ با شمارهٔ ثبت ۱۷۵۷۵ به‌عنوان یکی از آثار ملی ایران به ثبت رسیده است.